# La verità dell'Alligatore
La verità dell'Alligatore è un romanzo noir dello scrittore italiano Massimo Carlotto pubblicato nel 1995.
Oltre che in Italia (Edizioni E/O), il libro è stato tradotto e pubblicato in Francia (Gallimard), Germania (Droemer Knaur), Spagna (Edicioines Barataria), Paesi Bassi (Wereldbibliotheek), Grecia (Kastaniotis), Danimarca (Hovedland & Bogans) e Polonia (Videograf).

## Trama
(Massimo Carlotto, La verità dell'Alligatore)
Siamo a Padova, in un giugno caldo, anzi caldissimo. Il protagonista, l'Alligatore, è un ex carcerato che, sfruttando le sue conoscenze nel giro della malavita, una volta uscito di galera, è diventato un investigatore privato senza licenza. Il suo soprannome deriva dal nome del gruppo musicale blues, gli Old Red Alligators, di cui era cantante in gioventù.
Alberto Magagnin, in regime di semilibertà, scompare; il suo avvocato, Barbara Foscarini, è preoccupata: al suo cliente manca un solo anno per scontare completamente la pena. Alberto finì in carcere, diciotto anni prima, accusato dell'omicidio di Evelina Mocellin Bianchini.
Il mattino successivo, l'Alligatore si apposta nei pressi del cancello dal carcere per intercettare i semiliberi che stanno uscendo per andare a lavorare. Grazie alle sue conoscenze riesce ad avere alcune informazioni da alcuni suoi ex compagni di prigione. Viene a sapere che Alberto ha una relazione con una donna più matura di lui e che ha ricominciato a drogarsi.
Da queste informazioni l'Alligatore riesce a scoprire chi è la donna misteriosa: il suo nome è Piera Belli. Cerca di contattarla e poi, visto che non ottiene nessun risultato, decide di entrare in casa della donna: qui scopre il suo cadavere. È in avanzato stato di decomposizione, l'odore è ripugnante: la donna è stata sicuramente uccisa visto che il corpo presenta innumerevoli coltellate.
Marco Buratti chiama l'avvocato Barbara Foscarini per metterla a conoscenza dei nuovi sviluppi, poi decide di effettuare una telefonata anonima per denunciare la presenza del cadavere. Buratti, con l'aiuto di Rossini, riesce a scoprire dove Alberto Magagnin si nasconde. Vanno a trovarlo e lo interrogano ma lui si dichiara innocente. L'incarico dell'Alligatore era di trovare Magagnin e portarlo dalla Foscarini. Ma Magagnin non ne vuole sapere.
Marco Buratti contatta nuovamente la Foscarini per metterla al corrente dei nuovi sviluppi. Nel frattempo la polizia è sulle tracce di Magagnin, a causa degli innumerevoli indizi presenti sul luogo del delitto di Piera Belli, che sembrano accusarlo. Riuscendo a leggere il fascicolo dell'omicidio, l'Alligatore si convince dell'innocenza di Alberto Magagnin, ma è troppo tardi: Magagnin muore per un'overdose.
Dopo aver nascosto il cadavere decidono di mettersi alla ricerca di chi lo ha incastrato. Ispezionano l'abitazione di Piera Belli, dove trovano un nascondiglio con dentro molte carte e fotografie. Grazie a queste ottengono la prova che Alberto Magagnin è stato condannato ingiustamente per l'omicidio di Evelina Mocellin Bianchini.
Si rendono conto di star alzando un polverone incredibile negli ambienti della Padova bene: cocaina, prostituzione di alto bordo e ricatti sono il contorno all'omicidio. Grazie alle foto riescono ad individuare il vero omicida.

## Personaggi
- Marco Buratti, soprannominato l'"Alligatore": investigatore privato;
- Barbara Foscarini: avvocato;
- Alberto Magagnin: cliente dell'avvocato Foscarini;
- Piera Belli: amica di Alberto;
- Beniamino Rossini: contrabbandiere, rapinatore e gangster, è il "socio" di Marco Buratti.

## Edizioni
- Massimo Carlotto, La verità dell'Alligatore, 1ª ed., Edizioni e/o, 1995, ISBN 88-7641-272-7.
- Massimo Carlotto, La verità dell'Alligatore, 2ª ed., Edizioni e/o, 1998,  p. 252, ISBN 88-7641-352-9.